# Nguyen Van Thieu
Nguyen Van Thieu (vietnamsky   Nguyễn Văn Thiệu; 5. dubna 1923 Phan Rang – 29. září 2001 Boston) byl jihovietnamský vojenský důstojník a politik, v letech 1967–1975 prezident Jižního Vietnamu (Vietnamská republika). Byl generálem ozbrojených sil Vietnamské republiky, v roce 1965 stanul v čele vojenské junty a po vítězství ve zmanipulovaných volbách v roce 1967 se stal prezidentem. Několik dní před pádem Saigonu a konečným vítězstvím Severního Vietnamu rezignoval a přesídlil do Tchaj-peje.
V roce 1945 vstoupil do hnutí Viet Minh, jehož předsedou byl Ho Či Min, avšak po roce odešel a přidal se k Vietnamské národní armádě. Postupně stoupal v hodnostech a v roce 1954 vedl prapor při vyhánění komunistů ze své rodné vesnice. Po odchodu Francie čtyři roky vedl Vietnamskou národní vojenskou akademii. V listopadu 1960 pomohl potlačit pokus o převrat proti prezidentovi Ngo Dinh Diemovi. V této době také konvertoval ke katolicismu a vstoupil do tajné strany Can Lao. Thieu byl obviněn, že konvertoval kvůli možnému politickému prospěchu.
I přes dřívější podporu Diema se v listopadu 1963 zúčastnil převratu, během kterého byl Diem zajat a následně popraven. Thieu se po této události stal generálem. Po Diemově smrti došlo ke vzniku několika vojenských junt, až nakonec v roce 1965 vznikla jedna dlouhodobá v čele s Thieuem. 
Podobně jako Ngo Dinh Diem byl popisován jako diktátor.

## Mládí
Narodil se ve Phan Rang jako syn statkáře, který se živil zemědělstvím a rybolovem. Byl nejmladším z pěti dětí. Podle některých zpráv se narodil v listopadu 1924, ale za datum narození přijal 5. duben 1923 s odůvodněním, že se jedná o příznivější den. Jeho starší bratři sháněli peníze, aby mohl navštěvovat elitní školy vedené Francií, která byla koloniálním vládcem Vietnamu. Ačkoli nebyl katolík, navštěvoval Pellerin, francouzskou katolickou školu v Hue. Po ukončení studia se vrátil do rodného města.
Během druhé světové války, kdy Japonské císařství obsadilo Francouzskou Indočínu, obdělával se svým otcem rodinnou půdu.

## Osobní život
V roce 1951 se oženil s Nguyen Thi Mai Anh, dcerou bohatého lékaře z delty Mekongu. Nguyen Thi Mai Anh byla římskou katoličkou a Thieu v roce 1958 konvertoval ke katolicismu. Kritici tvrdili, že tak učinil proto, aby si zlepšil vyhlídky na vzestup v armádě, protože Ngo Dinh Diem byl příznivcem katolíků. Manželé měli dva syny a jednu dceru.
Mluvil plynně vietnamsky, anglicky a francouzsky.